# 横浜産貿ホール
横浜産貿ホールマリネリア（よこはまさんぼうホールマリネリア）は、一般社団法人横浜市工業会連合会が運営するコンベンションホール。横浜市の産業貿易センタービル1階に、1975年に開設された。

## 概要
山下公園や中華街に隣接する場所に1975年に開設され、横浜市を代表する展示場とされる。2008年には入り口などがリニューアルされ、同時に愛称を公募、マリネリアに決定した。
年間15万人が訪れ、国内外の見本市や展示会をはじめが商談会や研修会、セミナー等が開催されている他、コミックマーケットをはじめ様々な同人誌即売会等にも使われている。
施設の広さは1階展示場が1,630m2であり、用途に応じて分割しての利用も可能になっている。2階には小展示室もある。

## 愛称
愛称の「マリネリア」は、2008年のリニューアルに合わせ公募されたもので、海を意味する「Marine」と地域を意味する「Area」を組み合わせた造語。ロゴマークにも、頭文字の「M」が使われている。英語表記は「MARINERIA」。

## アクセス
- みなとみらい線日本大通り駅より徒歩5分